# Syväjärvi (sjö i Jämsä, Mellersta Finland, 61,9 N, 24,69 Ö)
Syväjärvi är en sjö i kommunen Jämsä i landskapet Mellersta Finland i Finland. Sjön ligger 105,7 meter över havet. Arean är 56 hektar och strandlinjen är 6,72 kilometer lång. Sjön  ingår i Kumo älvs huvudavrinningsområde.   Den ligger omkring 66 kilometer sydväst om Jyväskylä och omkring 190 kilometer norr om Helsingfors. 